# Natación en los Juegos Olímpicos de Londres 2012 – 400 metros estilo libre femenino
El evento de 400 metros estilo libre femenino de natación olímpica en los Juegos Olímpicos de Londres 2012 tomó lugar el 29 de julio en el  Centro Acuático de Londres.

## Récords
Antes de esta competición, los récords mundial y olímpico eran de la italiana Federica Pellegrini.
| Récord del Mundo | Federica Pellegrini (ITA) | 3:59.15 | Roma, Italia | 26 de julio de 2009  |
| Récord Olímpico  | Federica Pellegrini (ITA) | 4:02.19 | Pekín, China | 10 de agosto de 2008 |

Durante esta competición la francesa Camille Muffat estableció un nuevo récord olímpico.
| Fecha       | Evento | Nombre         | País          | Tiempo  | Récord |
| ----------- | ------ | -------------- | ------------- | ------- | ------ |
| 29 de julio | Final  | Camille Muffat | Francia (FRA) | 4:01.45 | RO     |

## Resultados

### Series

#### Serie 1
| Rank | Línea | Nombre           | Nacionalidad       | Tiempo  | Notas |
| ---- | ----- | ---------------- | ------------------ | ------- | ----- |
| 1    | 4     | Mojca Sagmeister | Eslovenia (SLO)    | 4:21.55 |       |
| 2    | 5     | Andrea Cedrón    | Perú (PER)         | 4:24.18 |       |
| 3    | 3     | Jennet Saryyeva  | Turkmenistán (TKM) | 5:40.29 | RN    |

#### Serie 2
| Rank | Línea | Nombre               | Nacionalidad        | Tiempo  | Notas |
| ---- | ----- | -------------------- | ------------------- | ------- | ----- |
| 1    | 3     | Nina Rangelova       | Bulgaria (BUL)      | 4:11.71 | RN    |
| 2    | 5     | Kristel Köbrich      | Chile (CHI)         | 4:12.02 |       |
| 3    | 4     | Aya Takano           | Japón (JPN)         | 4:12.33 |       |
| 4    | 2     | Julia Hassler        | Liechtenstein (LIE) | 4:12.99 | RN    |
| 5    | 6     | Susana Escobar       | México (MEX)        | 4:14.78 |       |
| 6    | 8     | Natthanan Junkrajang | Tailandia (THA)     | 4:16.45 |       |
| 7    | 1     | Lynette Lim          | Singapur (SIN)      | 4:18.64 |       |
| 8    | 7     | Kim Ga-Eul           | Corea del Sur (KOR) | 4:43.46 |       |

#### Serie 3
| Rank | Línea | Nombre                 | Nacionalidad                  | Tiempo  | Notas |
| ---- | ----- | ---------------------- | ----------------------------- | ------- | ----- |
| 1    | 4     | Rebecca Adlington      | Reino Unido (GBR)             | 4:05.75 | Q     |
| 2    | 5     | Chloe Sutton           | Estados Unidos (USA)          | 4:07.07 |       |
| 3    | 6     | Mireia Belmonte Garcia | España (ESP)                  | 4:08.23 |       |
| 4    | 7     | Éva Risztov            | Hungría (HUN)                 | 4:09.08 |       |
| 5    | 3     | Li Xuanxu              | República Popular China (CHN) | 4:10.95 |       |
| 6    | 1     | Camelia Potec          | Rumania (ROU)                 | 4:11.43 |       |
| 7    | 2     | Joanne Jackson         | Reino Unido (GBR)             | 4:11.50 |       |
| 8    | 8     | Wendy Trott            | Sudáfrica (RSA)               | 4:11.63 |       |

#### Serie 4
| Rank | Línea | Nombre              | Nacionalidad                  | Tiempo  | Notas |
| ---- | ----- | ------------------- | ----------------------------- | ------- | ----- |
| 1    | 6     | Coralie Balmy       | Francia (FRA)                 | 4:03.56 | Q     |
| 2    | 2     | Brittany MacLean    | Canadá (CAN)                  | 4:05.06 | RN, Q |
| 3    | 4     | Federica Pellegrini | Italia (ITA)                  | 4:05.30 | Q     |
| 4    | 5     | Kylie Palmer        | Australia (AUS)               | 4:07.27 |       |
| 5    | 3     | Shao Yiwen          | República Popular China (CHN) | 4:08.41 |       |
| 6    | 1     | Andreína Pinto      | Venezuela (VEN)               | 4:08.45 | RN    |
| 7    | 7     | Savannah King       | Canadá (CAN)                  | 4:10.93 |       |
| 8    | 8     | Grainne Murphy      | Irlanda (IRL)                 | 4:19.07 |       |

#### Serie 5
| Rank | Línea | Nombre              | Nacionalidad         | Tiempo  | Notas |
| ---- | ----- | ------------------- | -------------------- | ------- | ----- |
| 1    | 4     | Camille Muffat      | Francia (FRA)        | 4:03.29 | Q     |
| 2    | 5     | Allison Schmitt     | Estados Unidos (USA) | 4:03.31 | Q     |
| 3    | 2     | Lauren Boyle        | Nueva Zelanda (NZL)  | 4:03.63 | Q, RN |
| 4    | 6     | Lotte Friis         | Dinamarca (DEN)      | 4:04.22 | Q, RN |
| 5    | 7     | Melani Costa Schmid | España (ESP)         | 4:06.75 |       |
| 6    | 3     | Bronte Barratt      | Australia (AUS)      | 4:07.99 |       |
| 7    | 1     | Boglárka Kapás      | Hungría (HUN)        | 4:10.01 |       |
| 8    | 8     | Elena Sokolova      | Rusia (RUS)          | 4:12.19 |       |

#### Sumario
| Rank | Serie | Línea | Nombre                 | Nacionalidad                  | Tiempo  | Notas |
| ---- | ----- | ----- | ---------------------- | ----------------------------- | ------- | ----- |
| 1    | 5     | 4     | Camille Muffat         | Francia (FRA)                 | 4:03.29 | Q     |
| 2    | 5     | 5     | Allison Schmitt        | Estados Unidos (USA)          | 4:03.31 | Q     |
| 3    | 4     | 6     | Coralie Balmy          | Francia (FRA)                 | 4:03.56 | Q     |
| 4    | 5     | 2     | Lauren Boyle           | Nueva Zelanda (NZL)           | 4:03.63 | Q, RN |
| 5    | 5     | 6     | Lotte Friis            | Dinamarca (DEN)               | 4:04.22 | Q, RN |
| 6    | 4     | 2     | Brittany MacLean       | Canadá (CAN)                  | 4:05.06 | RN, Q |
| 7    | 4     | 4     | Federica Pellegrini    | Italia (ITA)                  | 4:05.30 | Q     |
| 8    | 3     | 4     | Rebecca Adlington      | Reino Unido (GBR)             | 4:05.75 | Q     |
| 9    | 5     | 7     | Melani Costa Schmid    | España (ESP)                  | 4:06.75 |       |
| 10   | 3     | 5     | Chloe Sutton           | Estados Unidos (USA)          | 4:07.07 |       |
| 11   | 4     | 5     | Kylie Palmer           | Australia (AUS)               | 4:07.27 |       |
| 12   | 5     | 3     | Bronte Barratt         | Australia (AUS)               | 4:07.99 |       |
| 13   | 3     | 6     | Mireia Belmonte Garcia | España (ESP)                  | 4:08.23 |       |
| 14   | 4     | 3     | Shao Yiwen             | República Popular China (CHN) | 4:08.41 |       |
| 15   | 4     | 1     | Andreína Pinto         | Venezuela (VEN)               | 4:08.45 | RN    |
| 16   | 3     | 7     | Éva Risztov            | Hungría (HUN)                 | 4:09.08 |       |
| 17   | 5     | 1     | Boglárka Kapás         | Hungría (HUN)                 | 4:10.01 |       |
| 18   | 4     | 7     | Savannah King          | Canadá (CAN)                  | 4:10.93 |       |
| 19   | 3     | 3     | Li Xuanxu              | República Popular China (CHN) | 4:10.95 |       |
| 20   | 3     | 1     | Camelia Potec          | Rumania (ROU)                 | 4:11.43 |       |
| 21   | 3     | 2     | Joanne Jackson         | Reino Unido (GBR)             | 4:11.50 |       |
| 22   | 3     | 8     | Wendy Trott            | Sudáfrica (RSA)               | 4:11.63 |       |
| 23   | 2     | 3     | Nina Rangelova         | Bulgaria (BUL)                | 4:11.71 | RN    |
| 24   | 2     | 5     | Kristel Köbrich        | Chile (CHI)                   | 4:12.02 |       |
| 25   | 5     | 8     | Elena Sokolova         | Rusia (RUS)                   | 4:12.19 |       |
| 26   | 2     | 4     | Aya Takano             | Japón (JPN)                   | 4:12.33 |       |
| 27   | 2     | 2     | Julia Hassler          | Liechtenstein (LIE)           | 4:12.99 | RN    |
| 28   | 2     | 6     | Susana Escobar         | México (MEX)                  | 4:14.78 |       |
| 29   | 2     | 8     | Natthanan Junkrajang   | Tailandia (THA)               | 4:16.45 |       |
| 30   | 2     | 1     | Lynette Lim            | Singapur (SIN)                | 4:18.64 |       |
| 31   | 4     | 8     | Grainne Murphy         | Irlanda (IRL)                 | 4:19.07 |       |
| 32   | 1     | 4     | Mojca Sagmeister       | Eslovenia (SLO)               | 4:21.55 |       |
| 33   | 1     | 5     | Andrea Cedrón          | Perú (PER)                    | 4:24.18 |       |
| 34   | 2     | 7     | Kim Ga-Eul             | Corea del Sur (KOR)           | 4:43.46 |       |
| 35   | 1     | 3     | Jennet Saryyeva        | Turkmenistán (TKM)            | 5:40.29 | RN    |

### Final
| Rank              | Línea | Nombre              | Nacionalidad         | Tiempo  | Notas |
| ----------------- | ----- | ------------------- | -------------------- | ------- | ----- |
| Medalla de oro    | 4     | Camille Muffat      | Francia (FRA)        | 4:01.45 | RO    |
| Medalla de plata  | 5     | Allison Schmitt     | Estados Unidos (USA) | 4:01.77 | RA    |
| Medalla de bronce | 8     | Rebecca Adlington   | Reino Unido (GBR)    | 4:03.01 |       |
| 4                 | 2     | Lotte Friis         | Dinamarca (DEN)      | 4:03.98 | RN    |
| 5                 | 1     | Federica Pellegrini | Italia (ITA)         | 4:04.50 |       |
| 6                 | 3     | Coralie Balmy       | Francia (FRA)        | 4:05.95 |       |
| 7                 | 7     | Brittany MacLean    | Canadá (CAN)         | 4:06.24 |       |
| 8                 | 6     | Lauren Boyle        | Nueva Zelanda (NZL)  | 4:06.25 |       |